# Добров, Сергей Алексеевич
Сергей Алексеевич Добров (16 мая 1884, Москва — 26 июня 1959, Москва) — русский и советский геолог и палеонтолог, доктор геолого-минералогических наук (1945), профессор Московского университета.

## Биография
Сергей Добров родился в Москве 16 мая 1884 года в семье врача. В 1907 году поступил в Московский университет на естественное отделение физико-математического факультета. В 1912 году окончил университет с дипломом I степени. В 1913—1922 годах работал в университете ассистентом на кафедре геологии. С 1914 года работал в Геологическом комитете. Был одним из учеников А. П. Павлова. В 1930—1942 годах работал в Московском геологическом управлении. С 1942 года снова работал в Московском университете. В 1952 году вышел пенсию, но тем не менее продолжал палеонтологические исследования. Умер в Москве 26 июня 1959 года. Похоронен на Ваганьковском кладбище.
Добров опубликовал более 40 научных работ. Был специалистом по стратиграфии и палеонтологии мела. Участвовал в издании геологической карты Европейской части СССР. Занимался гидрогеологическими и инженерно-геологическими изысканиями. Часть работ Доброва посвящены полезным ископаемым и подземным водам Подмосковья. Принимал участие в строительстве канала Москва — Волга, проводил экспертизы о геологических условиях сооружений.